# Slangebøssen
Slangebøssen (svensk: Kådisbellan, "Kondomslangebøssen") er en svensk selvbiografi fra 1989 af Roland Schütt. Bogen handler om Schütts opvækst i 1920'erne. Hans mor Zipa sælger kondomer, og Roland stjæler dem og laver balloner og slangebøsser ("kådisbellor") af dem. Bogen blev filmatiseret i 1993.